# Nicotinamideriboside
Nicotinamideriboside (NR) is een pyridine-nucleosidevorm van vitamine B3. Het komt in kleine hoeveelheden voor in het menselijk lichaam.

## Potentiële toepassingen in de volksgezondheid
Volgens studies gedaan door de NCBI op ratten kan nicotinamideriboside de concentratie van NAD in weefsel verhogen. Andere studies tonen aan dat de stof een beschermend effect kan hebben tegen de ziekte van Alzheimer, wat waarschijnlijk komt door de verhoging van NAD in het brein. Ook is aangetoond dat het de vetstofwisseling verlaagt in muizen. Daarnaast zou het risicoverlagend werken op diabetes mellitus en de conditie verbeteren. Maar dit is echter niet aangetoond op mensen.
Bovenstaande voordelen worden ook wel marketingtechnisch samengevat als het tegengaan van het ouderdomsproces of als regeneratie van de celstofwisseling.